# النظام الأساسي العام للولايات المتحدة
النظام الأساسي العام للولايات المتحدة (بالإنجليزية: United States Statutes at Large)، هو سجل رسمي لقوانين الكونجرس والقرارات المتزامنة التي أقرها كونغرس الولايات المتحدة. يتم نشر كل قانون وقرار صادر عن الكونجرس في الأصل كقانون فردي، والذي يتم تصنيفه على أنه إما قانون عام أو قانون خاص، ويتم تحديدها وترقيمها وفقًا لذلك. في نهاية جلسة الكونجرس، يتم تجميع القوانين التي سُنَّت خلال تلك الجلسة في كتب مُجلدة، تُعرف باسم منشورات «قانون الجلسة». يُطلق على منشور قانون الجلسة الخاص بالقوانين الفيدرالية للولايات المتحدة اسم قوانين الولايات المتحدة العامة. في هذا المنشور، يتم ترقيم القوانين العامة والقوانين الخاصة وتنظيمها بترتيب زمني. يتم نشر القوانين الفيدرالية الأمريكية في عملية من ثلاثة أجزاء.

## التدوين
يتم سن أجزاء كبيرة من القوانين العامة كتعديلات على قانون الولايات المتحدة. بمجرد سن القانون، يتم نشره في النظام الأساسي العام وسيضيف إلى أو يعدل أو يحذف جزءًا من قانون الولايات المتحدة. لا يتم بشكل عام تدوين أحكام القانون العام الذي يحتوي فقط على بنود تشريعية وتواريخ نفاذ ومسائل مماثلة. كما لا يتم تدوينالقوانين الخاصة بشكل عام.
تم سن بعض أجزاء من قانون الولايات المتحدة كقانون وضعي ولم يتم سن أجزاء أخرى على هذا النحو. في حالة وجود تعارض بين نص النظام الأساسي بشكل عام ونص أحد أحكام قانون الولايات المتحدة الذي لم يتم سنه كقانون وضعي، يكون لنص النظام الأساسي العام الأسبقية.

## التاريخ

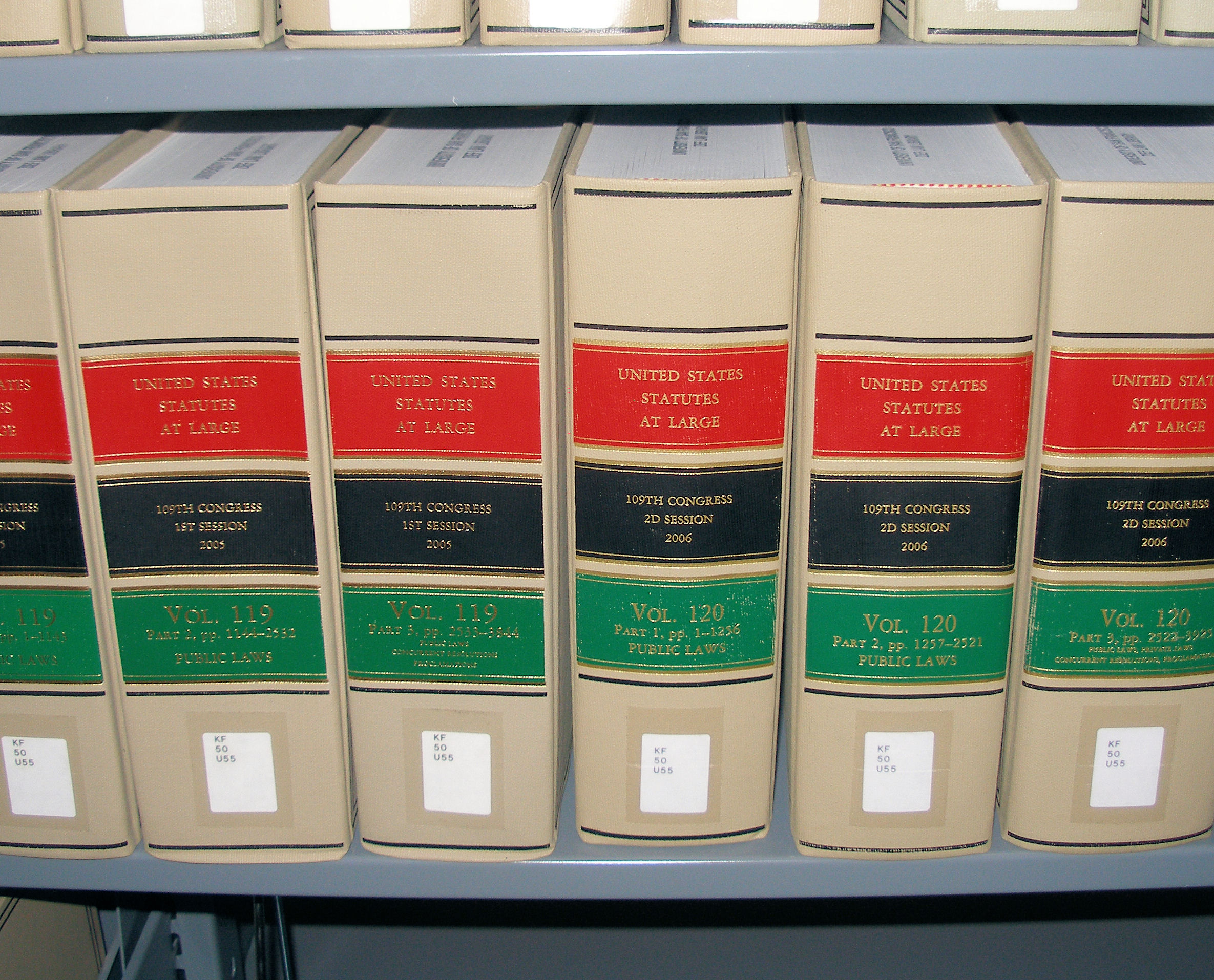
بضعة مجلدات من النظام الأساسي العام

بدأ نشر النظام الأساسي العام للولايات المتحدة في عام 1845 من قبل شركة ليتل وبراون وشركاه الخاصة بموجب قرار مشترك للكونغرس. خلال فترة ليتل وبراون، عمل كل من ريتشارد بيترز (المجلدات 1-8) وجورج مينوت (المجلدات 9-11) وجورج ب. سانجر (المجلدات من 11 إلى 17) كمحررين.
في عام 1874، نقل الكونجرس سلطة نشر النظام الأساسي العام إلى مكتب النشر لحكومة الولايات المتحدة تحت إشراف وزير الخارجية.
حتى عام 1948، تم أيضًا نشر جميع المعاهدات والاتفاقيات الدولية التي وافق عليها مجلس الشيوخ في المجموعة، ولكن هذه تظهر الآن في منشور بعنوان معاهدات الولايات المتحدة والاتفاقيات الدولية الأخرى. بالإضافة إلى ذلك، فإن النظام الأساسي العام يتضمن نص إعلان الاستقلال ووثائق الكونفدرالية والدستور وتعديلات الدستور والمعاهدات مع الدول الأمريكية الأصلية والدول الأجنبية والإعلانات الرئاسية.
أحيانًا يتم نشر قوانين كبيرة جدًا أو طويلة للكونغرس كمجلد «ملحق» خاص بها من النظام الأساسي عمومًا. على سبيل المثال، تم نشر قانون الإيرادات الداخلية لعام 1954 كمجلد 68A من النظام الأساسي العام (68A Stat. 3).

## روابط خارجية
- المجلدات من 1 إلى 64 (1789–1951) من النظام الأساسي العام بمكتبة الكونغرس
- حجم 65 وما يليها. (1951 إلى الوقت الحاضر) من النظام الأساسي العام في Govinfo (مكتب النشر التابع للحكومة الأمريكية)
- المجلدات من 1 إلى 18 (1789-1875) من النظام الأساسي عمومًا أتاحتها مجموعات الذاكرة الأمريكية بمكتبة الكونغرس
- المجلدات من 1 إلى 64 (1789–1951) من النظام الأساسي عمومًا والتي أتاحها تحالف بيانات الكونجرس عبر LEGISWORKS.org
  - قابلة للفرز حسب مشاريع القوانين التي تم سنها في القوانين أو القرارات المتزامنة أو الأسماء الشعبية أو الإعلانات الرئاسية أو القوانين العامة.
- المجلدات 1-124 من النظام الأساسي على نطاق واسع المتاحة من قبل جمعية الدستور
- القوانين العامة والخاصة من الكونغرس 104 (1995) لتقديمها من مكتب الطباعة الحكومي، في شكل قانون زلة مع مراجع لصفحة كبيرة.
- تتضمن قوانين الولايات المتحدة المبكرة المجلدات من 1 إلى 44 (1789-1927) من النظام الأساسي عمومًا بتنسيق DjVu وPDF ، جنبًا إلى جنب مع التعرف الضوئي على الحروف البدائية للنص.
- النظام الأساسي للولايات المتحدة وقانون الولايات المتحدة: الخطوط العريضة التاريخية والملاحظات والقوائم والجداول والمصادر من جمعية أمناء المكتبات القانونية في واشنطن العاصمة
- الطبعة الثانية من النظام الأساسي المنقح للولايات المتحدة (1878)